# Roldana heteroidea
Roldana heteroidea là một loài thực vật có hoa trong họ Cúc. Loài này được (Klatt) H.Rob. & Brettell miêu tả khoa học đầu tiên năm 1974.